# François Rauber
François Rauber (Neufchâteau, Vosgos - Francia, 19 de enero de 1933 – 14 de diciembre de 2003) fue un pianista, compositor, arreglista y director de orquesta francés reconocido especialmente por su colaboración con Jacques Brel.

## Trayectoria artística
Después de sus estudios de piano en el conservatorio de Nancy, Rauber trabajó desde 1951 en diversos cabarets parisinos como acompañante  de artistas como Boris Vian y Serge Gainsbourg. A petición de Jacques Canetti, acompañó a Jacques Brel el 23 de julio de 1956 en una presentación en Grenoble. Este encuentro con Brel marcó el inicio de una colaboración que se prolongaría hasta la desaparición de Brel en 1978.
En abril de 1958, Rauber escribió sus primeros arreglos para Brel, poco después de haber debutado como arreglista para una grabación de Simone Langlois.
Los profundos conocimientos musicales de Rauber —en particular en materia de música de cámara y de fugas— aportan una gran riqueza de matices a la música de Brel, que dependían anteriormente de sus propios arreglos a la guitarra y del servicio de directores de orquesta por encargo. Rauber convenció a Brel para que no tocara la guitarra en escena. Así, desde ese momento tendría más espacio para una interpretación más teatral de Brel. El cantautor belga y Rauber se entendían muy bien también en el plano personal; Rauber era el padrino de Isabelle, la hija de Brel.
Además de su actividad como arreglista titular de Brel, Rauber trabajó a lo largo de los años 60 con otros artistas, entre los que se encuentran Anne Sylvestre, Barbara, Juliette Gréco, Georges Moustaki, Isabelle Aubret, Pierre Selos y Charles Aznavour y, posteriormente, Sting. Igualmente, compuso música para películas y obras clásicas.